# Vincetoxicum juzepczukii
Vincetoxicum juzepczukii là một loài thực vật có hoa trong họ La bố ma. Loài này được (Pobedimova) Privalov miêu tả khoa học đầu tiên năm 1956.